# Absolon
Absolon är en brittisk-kanadensisk actionfilm från 2003 i regi av David Borto.

## Handling
Det är år 2010, hela mänskligheten är infekterad av ett virus och Absolon är det enda botemedlet, som måste tas av alla för att de ska överleva. Forskaren som tagit fram medlet hittas mördad och polismannen som sköter utredningen inser snart att han har dragits in för långt i härvan och har en lönnmördare efter sig.

## Om filmen
Filmen är inspelad i London, Los Angeles och Toronto. Den hade världspremiär i Storbritannien den 10 mars 2003 och har inte haft svensk premiär.
Filmen är David Bartos första studiofilm.

## Rollista (urval)

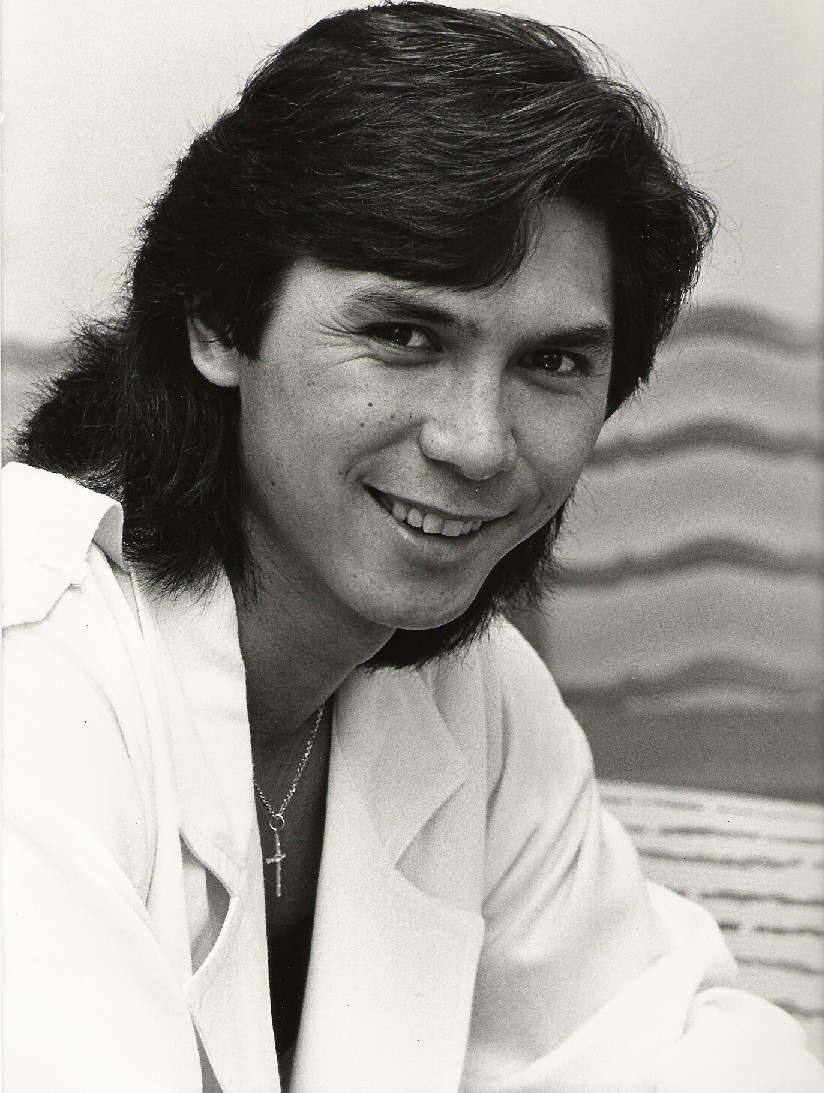
Lou Diamond Phillips som innehar rollen som Walters.

- Christopher Lambert - Norman Scott
- Lou Diamond Phillips - Walters
- Kelly Brook - Claire
- Ron Perlman - Murchison
- Roberta Angelica - Ruth
- Neville Edwards - Jackson
- Tre Smith - Vasquez

## Musik i filmen
- Absolon Theme, skriven och framförd av Howie B.